# Chrome Hoof
Chrome Hoof est un groupe/orchestre expérimental londonien formé en 2000 par le bassiste de Cathedral, Leo Smee, et son frère Milo Smee. À l'origine un duo pratiquant une musique essentiellement électronique, le groupe s'est considérablement élargi en intégrant de nouveaux membres (une dizaine actuellement) et donc de nouveaux instruments tels que batterie, saxophone, violon électrique, claviers, guitare, basse ou basson
La musique du groupe combine des éléments venus aussi bien du metal que de l'electro ou du disco, avec une touche de psychédélisme.

## Membres
- Leo Smee - Basse/Chant/Synthtiseur/Percussions
- Milo Smee - Batterie/Synthétiseur/Percussions
- Emmett Elvin - Claviers/Synthétiseur/Sampler
- Andy "Mister" Custard - Guitare/Percussions
- Emma Sullivan - Trompette/Chant/Clavier/Percussions
- Chloe Herington - Bassoon/Saxophone/Percussions
- Sarah Anderson - Violon
- Lola Olafisoye - Chant
- Tim Bowen - Violoncelle

## Discographie

### Albums

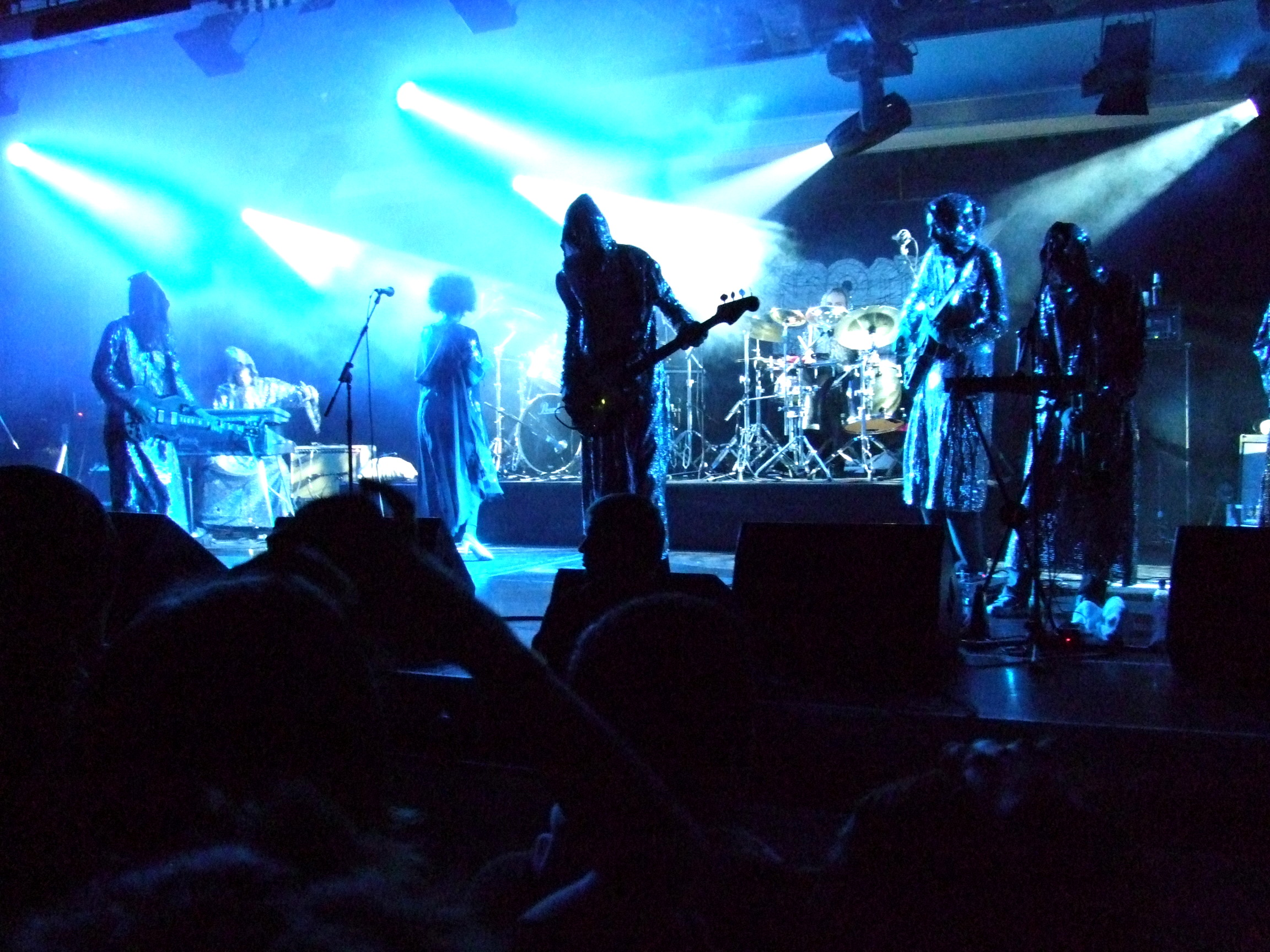
Chrome Hoof au ATP Minehead Festival en December 2007

- 2005 - Chrome Hoof
- 2007 - Pre-Emptive False Rapture
- 2010 - Crush Depth
- 2013 - Chrome Black Gold

### EP
- 2006 - Beyond Zade